# Schlotheimia subsinuata
Schlotheimia subsinuata là một loài rêu trong họ Orthotrichaceae. Loài này được Geh. & Hampe mô tả khoa học đầu tiên năm 1881.